# 197189 Raymond
197189 Raymond è un asteroide della fascia principale. Scoperto nel 2003, presenta un'orbita caratterizzata da un semiasse maggiore pari a 3,1202854 UA e da un'eccentricità di 0,0934044, inclinata di 9,79891° rispetto all'eclittica.